# خانه‌ای در اخترزان
خانه‌ای در اخترزان (انگلیسی: Houses on the Achterzaan) نقاشی رنگ روغن اثر نقاش مشهور فرانسوی، کلود مونه است که در سال ۱۸۷۱ طرح گردید. این نقاشی خانه‌ای را در زان از توابع زاندام هلند به تصویر می‌کشد و امروزه در موزه متروپولیتن نیویورک قرار دارد.